# Signe (matemàtiques)
El signe és el que defineix la propietat de ser, en principi un nombre, a les matemàtiques, positiu o negatiu. Els nombres naturals són sempre positius. En canvi, cada nombre real diferent de zero pot ser o positiu o negatiu i, per tant, té un signe davant que n'indica quin. El nombre "zero" i l'infinit en principi no tenen signe, encara que en alguns contextos es consideren amb signe.
A més de la seva aplicació als nombres reals, la paraula signe s'utilitza en matemàtiques per indicar aspectes dels objectes matemàtics que s'assemblen a la positivitat i negativitat, com el signe d'una permutació.
El "signe" s'utilitza de vegades per referir-se a diversos símbols matemàtics, com els operadors de càlcul: els símbols més i menys, el símbol de la multiplicació i altres; els lògics, els comparadors, etc. També per indicar els sentits de gir, dels vectors i de les referències, tant si són de coordenades cartesianes com angulars.

## Història
A Europa a principis del segle XV com a signe més i menys eren utilitzades les lletres "P" i "M", com abreviacions de les paraules llatines "piu" i "meno".
El signe + és una simplificació de la paraula llatina "et" (comparable amb el signe ampersand &). El signe - pot ser derivat de la titla (diacrític que designa el símbol ~) sobre la lletra m quan aquesta indicava una resta. També podria ser una versió curta de la lletra m.
Un llibre publicat per Henricus Grammateus el 1518 és on primer es van trobar les tipografies + i − per reflectir les operacions suma i resta.